# نيايا
نيايا (Nyāya باللغة السنسكريتية न्याय) هي كلمة تعني القواعد أو المنهج أو الأحكام. وهي أيضاً واحدة من إحدى ست مدارس تقليدية (أستيكا) في الهندوسية. كان لهذه المدرسة كبير الأثر على الفلسفة الهندية وذلك بمساهمتها في التطوير المنهجي لكل من نظرية المنطق والمنهجية، بالإضافة إلى أطروحاتها في نظرية المعرفة.
تقبل الأصول المعرفية لمدرسة نيايا أربعة من ستة براهين (برامانا Pramana) كوسائل موثوقة لاكتساب المعرفة، وهي: الفهم والإدراك (Pratyakṣa) والاستنباط (Anumāṇa) والمقارنة والقياس (Upamāṇa) وشهادة الخبراء الموثوقين في الحاضر والماضي (Śabda).

## اقرأ أيضاً
- سامخيا
- هندوسية
- أستيكا وناستيكا